# Neococcidencyrtus brenhindis
Neococcidencyrtus brenhindis är en stekelart som beskrevs av John S. Noyes 1987. Neococcidencyrtus brenhindis ingår i släktet Neococcidencyrtus och familjen sköldlussteklar.
Artens utbredningsområde är Madagaskar. Inga underarter finns listade i Catalogue of Life.